# Yves Gras
Yves Gras   (Serinhac, 12 de novembre de 1921 - Senta Aralha, 8 de gener de 2006) fou general de l'exèrcit francès i historiador.

## Biografia
Oficial de la promoció Charles de Foucauld de Saint-Cyr, va escapar de França per Espanya durant la Segona Guerra Mundial. Va fer el seu debut com un jove tinent de la 1 Divisió francesa lliure a Itàlia i França. Paracaigudista de les tropes de la marina, professor de l'Escola de Guerra, va participar en les campanyes de Madagascar, Indoxina, Algèria i va fer nombroses estades a l'estranger: Djibouti, Senegal, Madagascar, Marroc, al sud Vietnam en el moment de la caiguda de Saigon.
Antic comandant del cos del 2 RPIMa, tenia la seva seu a Kinshasa, al Zaire, quan la situació es va deteriorar a la ciutat katolesa de Kolwezi el maig de 1978. Llavors va fer tots els esforços possibles per obtenir l'autorització per caure amb paracaigudistes francesos sobre la ciutat. Aquesta última havia estat envaïda uns dies abans pels rebels, la vida de milers d'europeus, belgues, francesos i italians que treballaven al lloc estava amenaçada; llavors mana l'operació aèria a Kolwezi. La 2ª REP, comandat pel Coronel Erulin, fou designat per dirigir l'operació.
Executiu general de reserva, es dedica al treball històric. El general Yves Gras va morir el 2006 a Xaintrailles, a Lot i Garona.

## Obra literària
- L' 1 DFL - La França Lliure en combat, Presses de la Cité, 1983.
- Castelnau o l'art de manar, edició Denoël, 1990, sobre el general Édouard de Castelnau .
- Història de la guerra d'Indoxina, edicions Denoël, 1992.
- The Vendée War, edicions Economica, 1994.